# سيفاكا فيروي
سيفاكا فيروي (الاسم العلمي: Propithecus verreauxi) (بالإنجليزية: Verreaux’s Sifaka)‏ هي نوع من الحيوانات تتبع جنس السيفاكا من الفصيلة الإندرية.